# Martin Mystery
Martin Mystery (în franceză Martin Mystère) este o serie de animație de televiziune bazată pe banda desenată italiană Martin Mystère de Alfredo Castelli. Serialul a fost produs de Marathon Animation și Image Entertainment Corporation. Se folosește un stil de animație similar anime-urilor japoneze. Premiera a avut loc în Canada pe YTV pe 1 octombrie 2003.

## Despre
Seria remixează caracterele principale ale cărților de benzi desenate (Martin Mystery și Diana Lombard) ca frați în vârstă de 16 ani care frecventează Academia Torrington, o liceu din Sherbrooke , Quebec. Ei lucrează pentru o organizație sub acoperire cunoscută sub numele de "Centrul", care protejează în mod ascuns oamenii de pe Pământ de amenințările supranaturale. Aliații lor de la Centru includ Billy (un străin mic, cu piele verde), unul dintre cei mai buni prieteni ai lui Martin și Java (un om de peșteră de acum 200.000 de ani), care lucrează ca gardian la Academia Torrington. Cunoașterea vastă a lui Martin a supranaturalului și a intuiției sale remarcabile îl transformă într-un agent valoros al Centrului și îi compensează ego-ul imens și igiena personală proastă. Diana respinge uneori aceste deficiențe, deoarece Martin nu pare să înțeleagă gravitatea misiunilor sale, dar, în general, îl iubește ca orice soră.

## Personaje
Martin Mystery
Martin este un baiat de 16 ani, cu o pasiune pentru monstri si paranormal, care lucreaza ca un investigator paranormal pentru "The Center". El este, de obicei, un șef de școală la școală, după ce a obținut 106 din 902 la testul de aptitudini pre-colegiu, dar la finalul seriei a primit un test A + pe testul său de istorie (în timp ce Diana a obținut un A-). Cu toate acestea, ca agent al Centrului, el a demonstrat adesea că este inteligent și gânditor rapid. Martin are o dragoste deosebită pentru tot ceea ce este subțire, neglijent și gooey - lucruri care îl fac pe Diana gag. Hobby-ul favorit al lui Martin îl tachinează pe Diana cu glume practice și o târăsc afară, chiar dacă adesea revansează cu abuz fizic. Indiferent dacă este la școală sau la o misiune, el rămâne un tocilar imatur și hiperactiv, care în mod constant izbucnește cu energie. El gândește rar înainte să sară în pericol, ajutând adesea pe cei aflați în pericol ori de câte ori echipa se află într-o misiune. Martin are tendinta sa sara la concluzii si sa vina cu fiecare teorie putin probabil sa se gandeasca, de obicei de la un film pe care la vazut sau de la abonamentul la "Paranormal Monthly". Ca lider al trioului, Martin este și singurul care poartă un U-Watch. Primul monstru a lui Martin a fost Venoso, un monstru de femeie de la Chameleon, care are puterea de a schimba forma în oricare persoană pe care o dorește.
El este văzut într-un episod încrucișat de Spioanele . În timpul episodului, el este bătut cu Clover , chiar dacă nu pare interesat de el. Spre sfârșitul aceluiași episod, Clover a arătat în cele din urmă interese în Martin și chiar încearcă să-i atragă atenția, dar Martin și Alex l- au lovit datorită iubirii comune a jocurilor de benzi desenate și a jocurilor video. De-a lungul episodului, Martin îl descrie în mod continuu pe Sam ca pe un "cu adevărat șchiopătos", la fel ca sora lui, ceea ce o face să-i bată la cap, așa cum o face în mod normal Diana. Un gag de alergare în serie este flirtul constant al lui Martin cu fiecare fată frumoasă pe care o întâlnește, care de obicei îl respinge cu abuz fizic verbal sau (în cazul lui Jenni). Martin este exprimat de cătreSamuel Vincent (Canada și SUA) și Corrado Conforti (Italia).
Diana Lombard
Diana este o fetiță de 16 ani, văzută de obicei cu cele două clipuri de păr și punga de purpură. Ea este în mod normal văzută ca un ciobănesc curat, bun-bun, overachiever și brainiac al trioului. Diana poate fi foarte nervoasă și squeamish uneori, ceea ce duce la Martin numindu-i un "wimp". Cu toate acestea, ea arată un mare curaj atunci când este chemată și inteligența ei adesea vine la îndemână pentru misiunile lor. Nu împărtășind dragostea lui Martin pentru paranormal, ea încearcă adesea să raționeze cu logică, în loc să se sară la concluzii.
Diana are dificultăți în a-și menține răcoarea cu Martin și, în general, va lovi cu piciorul, va lovi cu piciorul, va bate sau va țipa destul de des la el. Argumentele lor tind să se încheie cu un fel de pariu, pe care Diana îl pierde, de obicei. Se pare , de asemenea , să fie „momeala“ pentru majoritatea misiunilor lor și este adesea una dintre primele victime, inclusiv fiind cocooned de o regina insectă acid scuipă, transformat într - o broască de un Warlock Martin dezlănțuit, și fiind posedat de un răzbunător la o cabană de munte. Când Martin este incapabil de alți monștri, Diana își folosește propriile abilități pentru a-1 salva și chiar poartă U-watch-ul lui Martin în câteva episoade. Diana este exprimată de Kelly Sheridan .
Java Caveman
Java , omul de vânătoare de 200.000 de ani, este prieten cu Martin și Diana. Lucrează la Torrington ca bucătar și portar. Cu toate acestea, Java îi asistă pe Martin și Diana în investigațiile lor, servind ca tracker al echipei. Forța lui brute se dovedește utilă atunci când se luptă cu dușmanii monstruoși sau rupe prin bariere.
Chiar dacă este iubitor de șopârle și păianjeni, Java se teme de pisici, înălțimi și tehnologie. Teama lui de tehnologie este un gag running în spectacol. Limba engleză a limbii engleze este destul de simplistă, astfel că nu contribuie în mod semnificativ la majoritatea conversațiilor (de ex. "Ce?", "Diana chel" și "Java nu ca acest loc"). În ciuda acestui neajuns, Java are un talent pentru a gândi "în afara casetei", ceea ce contribuie foarte mult la investigațiile echipei. Java este o sursă importantă de comedie în spectacol, datorită reacțiilor sale la diverse scenarii și a igienei sale slabe ca peșteră (de exemplu, mirosul piciorului ofensiv, armpiturile murdare și respirația murdară). Java este uneori victima paranormalului, incluzând transformarea într-un monstru, cum ar fi când a inhalat fiara Chaosului în forma sa de gaze, sau a fost spălat de creier de un Martin controlat de pirat. Java este exprimată de cătreDale Wilson .
MOM
În calitate de director multi-tasking al "Centrului", MOM supraveghează cercetarea activităților paranormale în întreaga lume. Capabilitățile lui Martin îl transformă într-unul dintre agenții săi preferați - dacă "preferat" înseamnă "agentul pe care ar prefera să-l petreacă cel mai mult timp pe teren și din biroul său". Numele ei adevărat este necunoscut, deși a folosit alias-ul Olivia Mandell (derivat din inițialele MOM) în episodul "Web of the Creature Spider".
Înainte de a lucra la Centru, conducea un camion de înghețată. Serios, fără compromisuri și expert în lupta mână-la-mână, de obicei are de-a face cu Martin, aruncând în aer aproape fiecare piesă de gadgeturi la care lucrează, ori de câte ori apare pentru o dezbatere în biroul său (un gag alergat până în sezonul 3) . În ciuda sentimentului său de umor tipic, MOM este de fapt - așa cum spune Billy - "un adevărat animal de partid când merge". Echipa vede dovada acestui lucru când îi arătă în mod accidental o serie de fotografii în episodul "The Amazon Vapor", în timp ce încearcă să le informeze despre următoarea lor misiune, din cauza unor defecțiuni la Centru. Când a fost agent, prima creatură pe care a capturat-o a fost Gastromo, un monstru parazit, ironic și purpuriu, care îi infectează și controlează pe cei pe care îi atinge. Se pare că vacanța ei preferată este Crăciunul când ea este întotdeauna într-o stare de spirit destul de fericită și festivă. Ca rezultat, Martin spune cu incredere că se pare că "MOM se distrează de fapt". În episodul încrucișat dinTotal spioni! intitulat "Totally Mystery Much?", MOM se dovedește a avea o istorie, probabil, romantică, cu șeful spionului Jerry, mult pentru spioni și nemulțumirea lui Martin, așa cum ea și Jerry spionează între holograme. Se spune că inițiativele MOM se referă de fapt la "Mystery Organization Manager", așa cum explică Martin în acel episod. MOM este exprimată de Teryl Rothery .

## Episoade
1. A venit din mlaștină
2. Teroarea din cer
3. Mâzgă târâtoare
4. Marcajul Shapeshifter-ului
5. Misterul dispariției
6. Blestemul profund
7. A venit din interiorul cutiei
8. Atacul lui Sandman
9. Shriek din Dincolo
10. Eternul Crăciun
11. Întoarcerea lui Druid întunecat
12. Coșmarul lui Coven
13. Ei se ascund Sub
14. Blestemul colierului
15. Haunting de Blackwater
16. Mystery of the Creature Hole
17. Frica de gheață
18. Bestia din interior
19. Răzbunarea lui Doppelganger
20. Întoarcerea fiarelor
21. Atacul lui Mothman
22. Cimitirul de vară
23. Canalul de canalizare
24. Veniți din pădure
25. Vaporii Amazonului
26. Trezirea
27. Au venit din spațiul cosmic: Partea 1
28. Au venit din spațiul cosmic: parte. 2
29. Atacul Olimpicului
30. Vampirul revine
31. Cripta lui Djini
32. Tu faci Voodoo
33. Zombie Island
34. Tribul pierdut
35. Monster Movie Mayhem
36. Al treilea ochi
37. Swapperul corpului
38. Germeni din Dincolo
39. Au venit de la poartă: Partea 1
40. Au venit de la poartă: Partea 2

## Revival
Pe 24 decembrie 2013, datorită creșterii cererii populare pentru un sezon 4 și mai mult, a fost anunțat și confirmat pe pagina oficială Marathon Media și Totally Spies Facebook că producătorii show-ului ( Marathon Media și Image Entertainment Corporation) lucrează la un nou sezon al lui Martin Mystery, după ce pagina Facebook a lui Martin Mystery a adunat peste 100.000 de iubitori de la fani. Dl Sylvain Viau, șeful Image Entertainment Corporation, a confirmat de asemenea că va lucra la un nou sezon cu Marathon Media din Paris și este în curs de dezvoltare și finanțare. În aprilie 2014, a fost anunțată pe pagina Martin Mystery Facebook că proiectul noului sezon al emisiunii este încă în curs de dezvoltare. Spectacolul a devenit un clasic și are un cult imens în ultimii ani.

## Recepție și evaluări
Martin Mystery a primit în general recenzii pozitive; acesta deține în prezent un rating de 8.6 / 10 pe TV.com, un scor 7.72 / 10 pe TV Time, 7.4 / 10 pe IMDb.com bazat pe 1.623 recenzii și o evaluare de 97% de la utilizatorii Google. Common Sense Media, o organizație non-profit care oferă recenzii independente, evaluări de vârstă și alte informații despre toate tipurile de materiale media, scria " Scooby-Doo întâlnește fișierele X , tweens OK".